# Françoise Hardy
Françoise Madeleine Hardy (Paris, 17 de janeiro de 1944 – Paris, 11 de junho de 2024) foi uma cantora e compositora francesa, bastante popular principalmente durante os anos 1960, quando foi uma das maiores representantes do yé-yé francês. Uma das mais bem-sucedidas, elogiadas e influentes artistas francesas do século XX, seu trabalho ao longo de décadas é marcado por fina sensibilidade e sofisticação musical.

## Biografia
Nascida em Paris em 17 de janeiro de 1944, durante a ocupação nazista da França, Françoise cresceu com a irmã, Michèle, e a mãe, Madeleine, em um pequeno apartamento no número 24 da Rue d'Aumale, no 9° arrondissement de Paris. Quando terminou o ensino secundário, o seu pai ofereceu-lhe uma guitarra e Françoise começou a compor canções. A sua mãe então estimula-a a ingressar na universidade e Françoise matricula-se na Faculdade de Ciências Políticas na Sorbonne, tendo depois mudado para Letras. No entanto, não chegou a concluir nenhum curso, descobrindo na música a sua vocação.
Em 1961, depois de ler em um anúncio de jornal que a gravadora Vogue estava em busca de novos talentos, resolve fazer um teste. Ela se sai bem, e na avaliação dos produtores da gravadora precisa apenas de aperfeiçoamento vocal. Eles decidem então investir no talento da jovem.
Com despesas pagas pela Vogue, passa a frequentar então o " Le Petit Conservatoire", conservatório de canto dirigido pela cantora Mireille Hartuch. As aulas são, por vezes, veiculadas na TV francesa. São as primeiras aparições de Françoise na televisão, preservadas em vídeo.  Nelas a tímida estudante apresenta versões embrionárias de canções que seriam sucesso pouco tempo depois.
Em junho de 1962, Françoise, já contratada, lança seu primeiro EP pela Vogue, dentro do selo " Contact Avec..." que apresentava novos artistas.  O disco trazia as canções "J'suis D'Accord", "Oh Oh Cheri", "Tous Les Garçons et les Filles" e "Il Est Parti Un Jour". Surpreendendo a todos, o EP alcança grande sucesso com a canção "Tous les garçons et les filles" de autoria da própria cantora e vende mais de dois milhões de cópias, tornando-se um sucesso internacional. Era o começo do estrelato.
Em dezembro do mesmo ano, lança seu primeiro LP, homônimo, porém mais conhecido como "Tous Les Garçons et les Filles".
Por esta altura Françoise conheceu o fotógrafo Jean-Marie Périer, com quem manteve uma relação amorosa até 1967. Jean-Marie teve importante influência em sua vida, incentivando-a a atuar como modelo e transformando a tímida Françoise em um ícone da moda. Os traços marcantes e o estilo a um só tempo simples e elegante de Françoise a tornariam uma referência duradoura no mundo fashion.
Em 1963, participou no Festival Eurovisão da Canção como representante do Mónaco com o tema "L’amour s’en va", tendo alcançado o quinto lugar no concurso. Em novembro desse ano faz suas primeiras apresentações no célebre Olympia de Paris, com grande sucesso.
Em setembro de 1964, Françoise Hardy vem ao Brasil pela primeira vez. Faz shows em São Paulo e no Rio de Janeiro. Curiosamente, nesta viagem a cantora está acompanhada de sua mãe, Madeleine. O fato é relatado pela imprensa brasileira da época.
Em 1966 participou do filme estadunidense Grand Prix, e se apresenta no Festival Internacional de San Remo, na Itália, defendendo a canção "Parlami de Te".
Em 1967 iniciou uma relação sentimental com o músico Jacques Dutronc, com o qual teve um filho, Thomas Dutronc, em 1973 .
Em outubro de 1968 Françoise volta ao Brasil para se apresentar no histórico III Festival Internacional da Canção, no Rio de Janeiro. Defende uma canção de sua autoria, "A Quoi Ça Sert". Na volta à França, grava em francês a canção vencedora do festival, "Sabiá", (La Mesange) de Antônio Carlos Jobim e Chico Buarque de Holanda. O álbum em que esta gravação está presente, "Comment Te Dire Adieu", tem como "faixa título" uma canção estadunidense reescrita e rearranjada por Serge Gainsbourg, que torna-se um dos maiores hits da cantora.

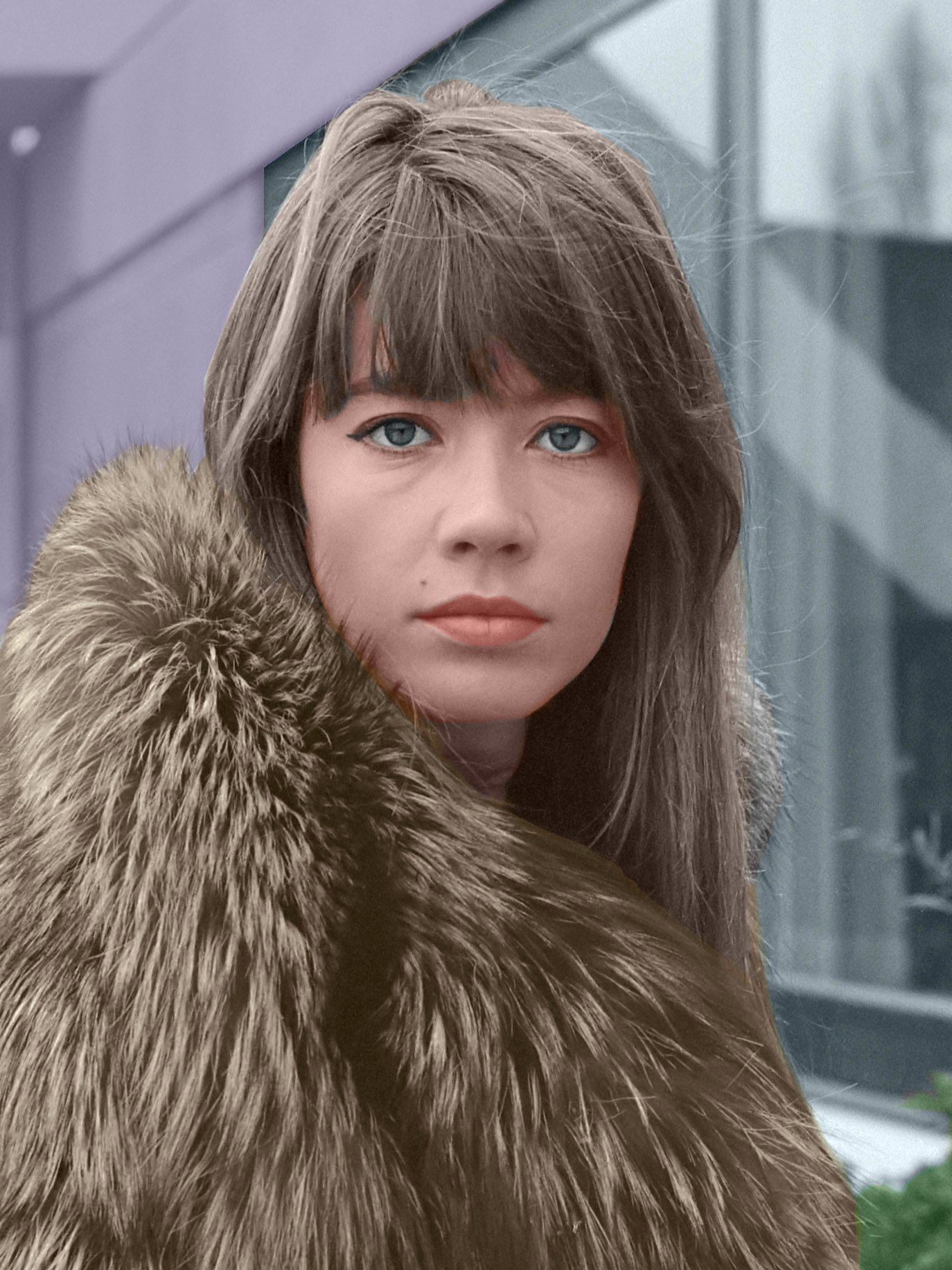
Françoise Hardy em 1969

Em 1971 lançou o disco "La Question", resultado de uma colaboração estreita com a cantora e violonista brasileira Tuca. "La Question", de sucesso apenas moderado na época, com o tempo ganhou status de clássico e é reconhecido hoje por muitos críticos e pela própria cantora como o seu melhor trabalho. É um disco repleto de harmonias ricas e suaves, com forte influência da bossa nova.
Por essa época passa a interessar-se profundamente por astrologia, assunto sobre o qual no futuro escreveria livros e a levou a participar de um programa de rádio na década de 80.
Em 1973, grava Message Personell, álbum produzido por Michel Berger e aclamado por público e crítica.
Em 1981 casa-se com o parceiro de longa data, Jacques Dutronc.
Em 1988 Françoise anunciou que se retiraria do mundo da música e lança aquele que supostamente seria o seu último disco, "Décalages". Apesar da sua intenção, a retirada não se verifica e em 1993 grava um dueto com Alain Lubrano, "Si ça fait mal", uma canção sobre o vírus da sida. Em 1994, Françoise grava nos estúdios Abbey Road em Londres um marcante dueto com a banda Blur, "To the End (La Comedie) ".
Dois anos depois assina um contrato com a editora Virgin e em 1996 lança o álbum "Le Danger", trabalho muito influenciado pela sonoridade "Indie". O álbum fracassa nas vendas, o que é motivo de grande tristeza para a cantora. É um trabalho vigoroso e original, no entanto, e com o tempo ganhou o status de "clássico Cult".
Françoise Hardy regressou ao mundo dos discos em novembro de 2004 com a edição de "Tant des belles choses", álbum aclamado pela crítica.
Em 2008 lança "Le Désespoir  des  Singes et Autres Bagatelles", sua autobiografia, que ganharia tradução estadunidense 10 anos depois.
Em 2012, lança um novo álbum e um romance, ambos intitulados "L'Amour Fou".
Em 2018, após anos tratando de um linfoma, o qual a levou ao estado de coma induzido em 2015, lança seu 28° álbum, "Personne D'Autre". O disco, que segundo a compositora trata da finitude e da morte "de maneira simbólica ", tem boa recepção da crítica e público franceses.
Em 2021 Françoise, em entrevista a uma revista semanal francesa afirma estar sofrendo muito com as sequelas do tratamento de câncer e que é a favor do suicídio assistido em casos de doenças incuráveis. A declaração repercute no mundo inteiro. Ainda em 2021, lança na França um novo livro, "Chansons Sur Toi Et Nous" onde conta a história por trás de suas canções e letras.
Em janeiro de 2023 a revista estadunidense Rolling Stone inclui Françoise Hardy em sua lista dos "200 maiores cantores de todos os tempos". A cantora fica 162° lugar. Foi a única artista da França a aparecer na lista e o fato é destaque na imprensa do país.
Françoise morreu em 11 de junho de 2024, em virtude de um câncer de laringe.

## Discografia
- 1962 — Tous les garçons et les filles
- 1963 — Le Premier Bonheur du jour
- 1963 — Françoise Hardy canta per voi in italiano
- 1964 — Mon amie la rose
- 1965 — In Deutschland
- 1965 — L'Amitié
- 1966 — La maison ou j'ai grandi
- 1966 — Françoise Hardy Sings in English
- 1967 — Ma jeunesse fout le camp...
- 1968 — Comment te dire adieu ?
- 1969 — En anglais
- 1969 — One-Nine-Seven-Zero
- 1970 — Träume
- 1970 — Soleil
- 1971 — La Question
- 1973 — Message personnel
- 1974 — Entr'acte
- 1977 — Star
- 1978 — Musique saoule
- 1980 — Gin Tonic
- 1981 — A suivre
- 1982 — Quelqu'un qui s'en va
- 1988 — Décalages
- 1996 — Le Danger
- 2000 — Clair-obscur
- 2004 — Tant de belles choses
- 2006 — Parenthèses...
- 2010 — La pluie sans parapluie
- 2012 — L'Amour fou
- 2018 — Personne d'autre